# Zamek w Berezdowie
Zamek w Berezdowie – zamek zbudowany na wyspie na rzece Kurczyk. 

## Historia
Słownik Geograficzny Królestwa Polskiego i innych krajów słowiańskich wzmiankuje o tym, że zamek lub pałac położony był na wyspie, a pamięć o nim przetrwała w tradycji miejscowej. W XIX wieku o istnieniu zamku świadczyły duże lochy, gruzy oraz sadzone drzewa. Dobra berezdowskie na początku należały do rodziny magnackiej Ostrogskich, następnie przeszły w ręce Chodkiewiczów, Lubomirskich w jednym pokoleniu  i Jabłonowskich.